# Wilmer Crisanto
Wilmer Crisanto Casildo (né le 24 juin 1989 à La Ceiba au Honduras) est un footballeur international hondurien qui joue au poste de défenseur.

## Biographie

### Carrière en sélection
Wilmer Crisanto participe à la Coupe du monde des moins de 20 ans 2009 organisée en Égypte. Il joue trois matchs lors du mondial.
Il prend ensuite part aux Jeux olympiques d'été de 2012, où il atteint le stade des quarts de finale, en étant éliminé par le Brésil.
Il reçoit sa première sélection en équipe du Honduras lors de l'année 2010. Avec cette équipe il figure dans le groupe des sélectionnés lors de la Gold Cup 2015.

## Palmarès
CD Victoria
- Championnat du Honduras :
  - Vice-champion : 2006 (Clôture) et 2012 (Ouverture).